# Mistrzostwa Europy w Kajakarstwie 1965
8. Mistrzostwa Europy w kajakarstwie odbyły się w dniach 13–15 sierpnia 1965 w Snagov w Rumunii.
Rozegrano 13 konkurencji męskich i 3 kobiece. Mężczyźni startowali w kanadyjkach jedynkach (C-1) i dwójkach (C-2) oraz w kajakach jedynkach (K-1), dwójkach (K-2) i czwórkach (K-4), zaś kobiety w kajakach jedynkach i dwójkach.   Liczba i rodzaj konkurencji nie zmieniły się od poprzednich mistrzostw.
Pierwsze miejsce w klasyfikacji medalowej wywalczyli reprezentanci Rumunii.

## Medaliści

### Mężczyźni

#### Kanadyjki
| Konkurencja: | Złoto:                                     | Rezultat | Srebro:                                     | Rezultat | Brąz:                                         | Rezultat |
| C-1 1000 m   | Detlef Lewe                                | 4:21,68  | Igor Lipalit                                | 4:24,92  | Jürgen Eschert                                | 4:26,91  |
| C-1 10 000 m | Andrei Igorov                              | 52:58,10 | Michaił Zamotin                             | 53:04,41 | Herbert Koschnik                              | 53:23,21 |
| C-2 1000 m   | ZSRR · Stiepan Oszczepkow · Andrij Chimicz | 3:59,53  | ZSRR · Witalij Gałkow · Michaił Zamotin     | 4:03,44  | Dania · John Sørensen · Peer Nielsen          | 4:04,71  |
| C-2 10 000 m | ZSRR · Wałerij Drybas · Andrij Chimicz     | 48:42,50 | Rumunia · Achim Sidorov · Simion Ismailciuc | 49:07,50 | Rumunia · Serghei Covaliov · Lavrente Calinov | 49:15,46 |

#### Kajaki
| Konkurencja:  | Złoto:                                                                             | Rezultat | Srebro:                                                                        | Rezultat | Brąz:                                                                             | Rezultat |
| K-1 500 m     | Aurel Vernescu                                                                     | 1:51,32  | Dieter Krause                                                                  | 1:52,41  | Rolf Peterson                                                                     | 1:52,61  |
| K-1 1000 m    | Erik Hansen                                                                        | 3:51,08  | Imre Kemecsey                                                                  | 3:53,61  | Imre Szöllősi                                                                     | 3:54,21  |
| K-1 10 000 m  | László Ürögi                                                                       | 47:07,88 | Mihály Hesz                                                                    | 47:13,59 | Avery Matkava                                                                     | 47:17,00 |
| K-1 4 × 500 m | Rumunia · Aurel Vernescu · Vasilie Nicoară · Haralambie Ivanov · Atanasie Sciotnic | 7:36,08  | NRD · Dieter Krause · Klaus-Uwe Will · Friedhelm Wentzke · Jürgen Seibt        | 7:38,46  | Węgry · György Mészáros · András Szente · László Kovács · Mihály Hesz             | 7:38,83  |
| K-2 500 m     | Rumunia · Vasilie Nicoară · Haralambie Ivanov                                      | 1:42,20  | ZSRR · Władimir Obrazcow · Heorhij Kariuchin                                   | 1:44,30  | Węgry · György Mészáros · András Szente                                           | 1:45,35  |
| K-2 1000 m    | Rumunia · Vasilie Nicoară · Haralambie Ivanov                                      | 3:30,35  | Rumunia · Aurel Vernescu · Atanasie Sciotnic                                   | 3:31,29  | Węgry · Imre Szöllősi · László Fábián                                             | 3:31,01  |
| K-2 10 000 m  | Węgry · Imre Szöllősi · László Fábián                                              | 42:46,04 | Węgry · Csaba Giczy · Zoltán Novotny                                           | 43:37,35 | NRD · Edmond Frenzel · Klaus-Peter Ebeling                                        | 43:50,38 |
| K-4 1000 m    | Rumunia · Vasilie Nicoară · Haralambie Ivanov · Andrei Conţolenco · Ion Terente    | 3:17,20  | Rumunia · Aurel Vernescu · Atanasie Sciotnic · Mihai Țurcaș · Casile Husarenko | 3:17,70  | RFN · Bernard Schulze · Ernst Blasek · Erich Kemnitz · Erich Suhrbier             | 3:18,60  |
| K-4 10 000 m  | NRD · Günter Holzvoigt · Siegwart Karbe · Wolfgang Finger · Wolfgang Niedrig       | 38:47,67 | ZSRR · Igor Pisariew · Ibragim Chasanow · Avery Matkava · Konstantin Nazarow   | 38:50,99 | ZSRR · Nikołaj Czużykow · Anatolij Griszyn · Wiaczesław Ionow · Wołodymyr Morozow | 39:15,35 |

### Kobiety

#### Kajaki
| Konkurencja: | Złoto:                                                                                 | Rezultat | Srebro:                                                                                       | Rezultat | Brąz:                                                             | Rezultat |
| K-1 500 m    | Ludmiła Chwiedosiuk                                                                    | 2:13,99  | Antonina Sieriedina                                                                           | 2:15,00  | Renate Breuer                                                     | 2:18,15  |
| K-2 500 m    | ZSRR · Antonina Sieriedina · Marija Szubina                                            | 1:54,86  | ZSRR · Ludmiła Chwiedosiuk · Nadieżda Lewczenko                                               | 1:55,07  | RFN · Elke Felten · Roswitha Esser                                | 1:55,27  |
| K-4 500 m    | ZSRR · Ludmiła Chwiedosiuk · Marija Szubina · Antonina Sieriedina · Nadieżda Lewczenko | 1:44,03  | Polska · Izabella Antonowicz · Jadwiga Doering · Stanisława Kaczorowska · Agnieszka Wyszyńska | 1:46,04  | RFN · Elke Felten · Roswitha Esser · Irene Rozema · Renate Breuer | 1:46,80  |

## Klasyfikacja medalowa
| Miejsce | Państwo | Złoto | Srebro | Brąz | Razem |
| ------- | ------- | ----- | ------ | ---- | ----- |
| 1       | Rumunia | 6     | 4      | 1    | 11    |
| 2       | ZSRR    | 5     | 6      | 2    | 13    |
| 3       | Węgry   | 2     | 3      | 4    | 9     |
| 4       | NRD     | 1     | 2      | 2    | 5     |
| 5       | RFN     | 1     | 0      | 5    | 6     |
| 6       | Dania   | 1     | 0      | 1    | 2     |
| 7       | Polska  | 0     | 1      | 0    | 1     |
| 8       | Szwecja | 0     | 0      | 1    | 1     |
|         | Razem   | 16    | 16     | 16   | 48    |